# Fara (vévoda)
Fara (624/625? – 640) byl bavorský vévoda letech 630 až 640.
Jeho otcem byl Hrodoald z rodu Agilolfingů. V roce 630 se po smrti Garibalda II. stal bavorským vévodou. Bojoval proti Ansegiselovi a merovejskému králi Sigibertovi III. Byl zabit v bojích proti Merovejcům.